# Єфімов Олександр Андрійович
Олександр Андрійович Єфімов (1951—2017)  — головний тренер жіночої баскетбольної команди «Динамо» (Харків), суддя та комісар Федерації баскетболу України, працював у ХДПІ ім. Г.С. Сковорди на кафедрі спортивних ігор (1975—1979).

## Життєпис
Народився 1951 року. Олександр Андрійович 1975 році  закінчив Харківський державний педагогічний інститут  ім. Г.С. Сковороди факультет фізичного виховання, спеціалізація баскетбол.  Працював на кафедрі спортивних ігор у ХДПІ ім. Г.С. Сковорди в період з 1975 по 1979 рік. Із 1995 року Єфімова Олександра Андрійовича було призначено деканом факультету спортивних ігор Харківської академії фізичної культури і спорту.
Олександр Єфімов був чемпіоном та призером всесоюзних і республіканських змагань з баскетболу в складі юнацьких та студентських команд Харкова. Тренував жіночу команду харківського Динамо, жіночу збірну міста. Був арбітром всесоюзної категорії та комісаром ФБУ.
Помер в 2017 році.
Автор (співавтор) понад 50 наукових та науково-методичних праць.

## Тренер спортсменок
- Завідувач кафедри фізичного виховання ХДПІ ім. Г.С. Сковорди, актриса кіно В. Алексєєва;

- Заслужений тренер України С. Новікова, Т. Голубка, Л. Щедріва;

- Доктор наук з фізичного виховання і спорту, професор Ж.Козіна (Ружинська).;

- Завідувач кафедри спортивних ігор ХДАФК І. Помещикова;

- Старший викладач кафедри спортивних ігор ХДАФК Н. Чуча.